# La gran reunión de Madea
La gran reunión de Madea es una película estadounidense de 2006, escrita y dirigida por Tyler Perry. 
Basada en la producción teatral de gran éxito también dirigida por Tyler Perry. La gran reunión de Madea continúa las aventuras de la matriarca sureña Madea. Una orden judicial acaba de obligarla a hacerse cargo de Nikki, un fugitivo rebelde; sus sobrinas, Lisa y Vanessa, tienen problemas con sus relaciones, y además tiene que organizar su reunión familiar.
- Datos: Q6726802